# Казариновка
Казариновка — деревня в Жуковском районе Брянской области, в составе Гришинослободского сельского поселения. 
 Расположена в 2 км к северо-западу от деревни Ходиловичи, на правом берегу Ветьмы. Население — 20 человек (2010).

## История
Упоминается с XIX века; состояла в приходе села Фошни. До 1925 года входила в состав Фошнянской волости Брянского (с 1921 — Бежицкого) уезда; позднее в Жуковской волости, Жуковском районе (с 1929).
В 1921 году предпринималась попытка переименовать деревню в Заречье.
С 1920-х гг. до 1954 года в Ходиловичском сельсовете, в 1954—1958 в Гришинослободском, в 1958—2005 в Олсуфьевском сельсовете.
| Годы      | 1926 | 1979 | 1989 | 2002 | 2010 |
| --------- | ---- | ---- | ---- | ---- | ---- |
| Население | 242  | 85   | 40   | 25   | 20   |